# Sugar Motta
Sugar Motta is een personage uit de Amerikaanse televisieserie Glee van Fox Broadcasting Company. Het personage wordt gespeeld door actrice Vanessa Lengies.

## Biografie
In de aflevering The Purple Piano Project doneert Sugars vader (Al Motta) drie paarse piano's aan The New Directions. Dit is ook de aflevering waar Sugar als eerste verschijnt. 
Als The New Directions opgetreden hebben in de kantine verschijnt Sugar later in het zanglokaal om mee te delen dat het optreden verschrikkelijk was. Sugar geeft zelf toe dat ze het aspergersyndroom heeft en daardoor alles zegt wat in haar hoofd opkomt. Sugar wil auditie doen voor de Glee Club om hun grote ster te worden en zo de club te verbeteren. Als auditie doet ze een valse versie van Big Spender waarna Rachel tegen Will zegt dat Sugar toelaten tot The New Directions hun kansen om de nationale zangwedstrijd te winnen nog meer laat dalen. Will realiseert zich uiteindelijk dat Rachel gelijk heeft en vertelt Sugar dat ze niet is toegelaten tot de club. Sugar accepteert dit niet en in de aflevering I Am A Unicorn doet haar vader een grote donatie aan de school met als voorwaarde dat er een tweede Glee Club wordt opgezet met Sugar als grote ster. Shelby Corcoran wordt opgespoord om aanvoerder van deze nieuwe Glee Club te zijn en zo ontstaat The Trouble Tones. Als Mercedes, Santana en Brittany zich ook bij de nieuwe Glee Club aansluiten eist Sugar dat zij haar achtergrondzangeressen worden. Santana vertelt Sugar daarop dat ze geen goede zanger is. Sugar geeft toe dat ze gewoon ook een keer in het winnende team wil zitten.  
Vervolgens is Sugar in verschillende uitvoeringen zingend en dansend te zien wat aangeeft dat ze sterk verbeterd is.
Als de Trouble Tones als tweede eindigen bij Sectionals treedt Shelby af als aanvoerder en vertellen de leden van The New Directions dat ze welkom zijn om (terug) bij de club te komen. Sugar, Santana en Brittany besluiten allen terug te keren en zingen We Are Young met de volledige groep. 
In de aflevering Heart geeft Sugar Will geld om kostuums en make-up te betalen voor Regionals en geeft een groot Valentijnsfeest. Artie en Rory worden elkaars concurrenten want ze willen beide Sugars date zijn op het Valentijnsfeest. Uiteindelijk kiest ze voor Rory omdat hij aan het einde van het jaar weer teruggaat naar Ierland.